# Rote Liste gefährdeter Pilze Japans
Die Rote Liste gefährdeter Pilze Japans wird durch das Japanische Umweltministerium veröffentlicht. Andere untersuchte Wildtier- und Pflanzenarten werden ebenfalls in separaten Listen veröffentlicht und in der Roten Liste gefährdeter Arten Japans zusammengefasst. Die Unterkategorien sind für die Tierarten Säugetiere, Vögel, Amphibien, Reptilien, Brack-/Süßwasserfische, Insekten, Land-/Süßwassermollusken und andere wirbellose Tiere sowie für die Pflanzenarten Gefäßpflanzen, Moose, Algen, Flechten und Pilze.
Die Gesamtüberprüfung der gefährdeten Arten wird ungefähr alle fünf Jahre durchgeführt. Dabei werden insgesamt etwa 3000 Pilzarten und -unterarten untersucht und in für Japan geltende Gefährdungskategorien unterteilt. Ab 2015 werden Arten, deren Gefährdungskategorie aufgrund einer Verschlechterung des Lebensraums oder Ähnlichem erneut untersucht werden müssen, jederzeit nach Bedarf einzeln überarbeitet. Die letzte überarbeitete Ausgabe ist die Rote Liste 2020. Diese ist im Folgenden nach Gefährdungskategorie sortiert gelistet.

## Gefährdungskategorien für Japan
| Jahr | EX | EW | CR+EN | VU | NT | DD | Summe | Anmerkungen                         |
| ---- | -- | -- | ----- | -- | -- | -- | ----- | ----------------------------------- |
| 1997 | 28 | 1  | 51    | 11 | –  | –  | 91    | 2. Rote Liste                       |
| 2006 | 30 | 1  | 39    | 25 | 17 | 54 | 166   | 3. Rote Liste                       |
| 2012 | 26 | 1  | 39    | 23 | 21 | 50 | 160   | 4. Rote Liste                       |
| 2015 | 26 | 1  | 39    | 23 | 21 | 50 | 160   | 1. Überarbeitung der 4. Roten Liste |
| 2017 | 26 | 1  | 39    | 23 | 21 | 50 | 160   | 2. Überarbeitung der 4. Roten Liste |
| 2018 | 26 | 1  | 39    | 23 | 21 | 50 | 160   | 3. Überarbeitung der 4. Roten Liste |
| 2019 | 26 | 1  | 39    | 23 | 21 | 50 | 160   | 4. Überarbeitung der 4. Roten Liste |
| 2020 | 25 | 1  | 37    | 24 | 21 | 51 | 159   | 5. Überarbeitung der 4. Roten Liste |

- EX: Extinct (nach dem Jahr 1500 ausgestorben)
- EW: Extinct in the Wild (in der Natur ausgestorben)
- CR: Critically Endangered (vom Aussterben bedroht)
- EN: Endangered (stark gefährdet)
- VU: Vulnerable (gefährdet)
- NT: Near Threatened (potenziell gefährdet)
- DD: Data Deficient (ungenügende Datengrundlage)
- LP: Locally endangered Population – Regional isolierte Populationen mit hohem Aussterberisiko

## Ausgestorben nach dem Jahr 1500 (EX)
- Agaricus hahashimensis (jap. ハハジマモリノカサ)
- Albatrellus cantharellus (jap. アミラッパタケ)
- Camarophyllus microbicolor (jap. フタイロコガサタケ)
- Chlorophyllum agaricoides (jap. スナタマゴタケ)
- Circulocolumella hahashimensis (jap. ハハシマアコウショウロ)
- Clitocybe castaneofloccosa (jap. ムニンヒメサカズキタケ)
- Collybia matris (jap. ハハノツエタケ)
- Coprinus boninensis (jap. ムニンヒトヨタケ)
- Cyathus boninensis (jap. ムニンチャダイゴケ)
- Ganoderma colossus (jap. ニセカンバタケ)
- Gymnopilus noviholocirrhus (jap. オガサワラツムタケ)
- Hygrocybe macrospora (jap. オオミノアカヤマタケ)
- Hygrocybe miniatostriata (jap. ムニンキヤマタケ)
- Lactarius ogasawarashimensis (jap. オガサワラハツタケ)
- Lentinus lamelliporus (ohne jap. Namen)
- Lepiota boninensis (jap. ムニンヒメカラカサタケ)
- Leptoglossum boninense (jap. ムニンチヂミタケ)
- Lycoperdon henningsii (jap. コメツブホコリタケ)
- Pleurotus cyatheae (jap. ヘゴシロカタハ)
- Pluteus daidoi (jap. ダイドウベニヒダタケ)
- Pluteus horridilamellus (jap. フサベニヒダタケ)
- Psathyrella boninensis (jap. オガサワライタチタケ)
- Pyrrhoglossum subpurpureum (jap. ムラサキチャヒラタケ)
- Rhodophyllus brunneolus (jap. ムニンチャモミウラモドキ)
- Russula boninensis (jap. オガサワラキハツダケ)

## In der Natur ausgestorben (EW)
- Cunninghamella homothallica (jap. ドウタイクスダマカビ)

## Vom Aussterben bedroht oder stark gefährdet (CR+EN)

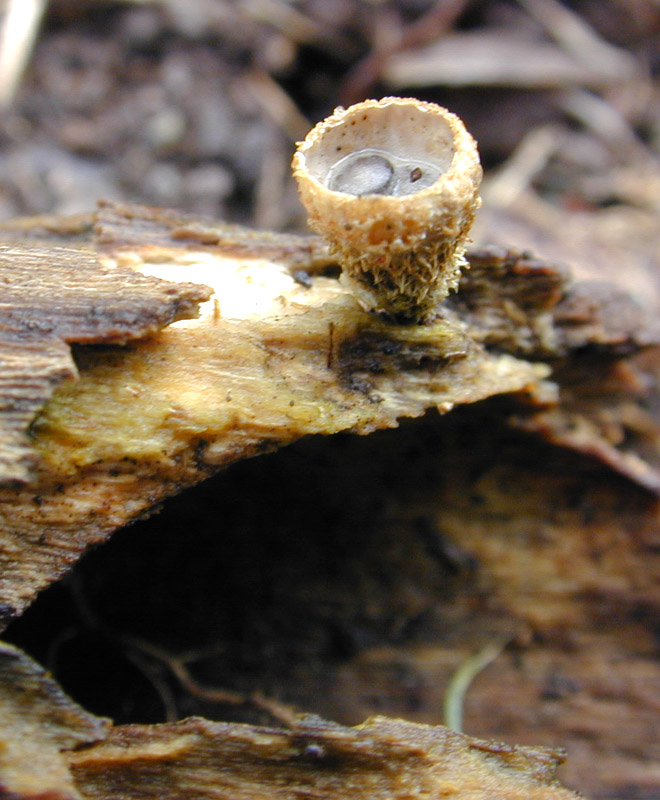
Cyathus pallidus

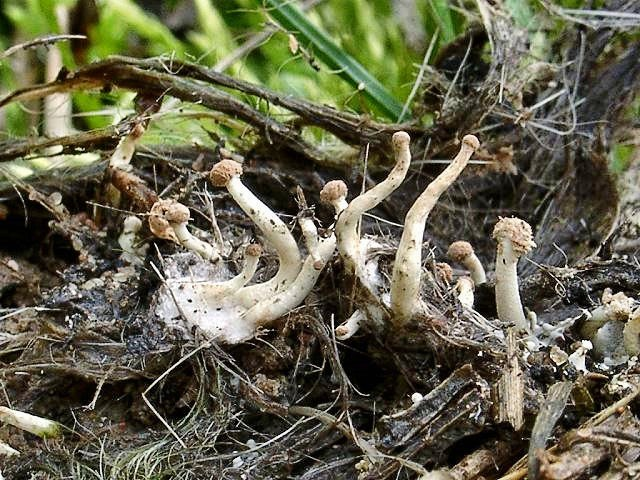
Gewöll-Hornpilz
(Onygena corvina)

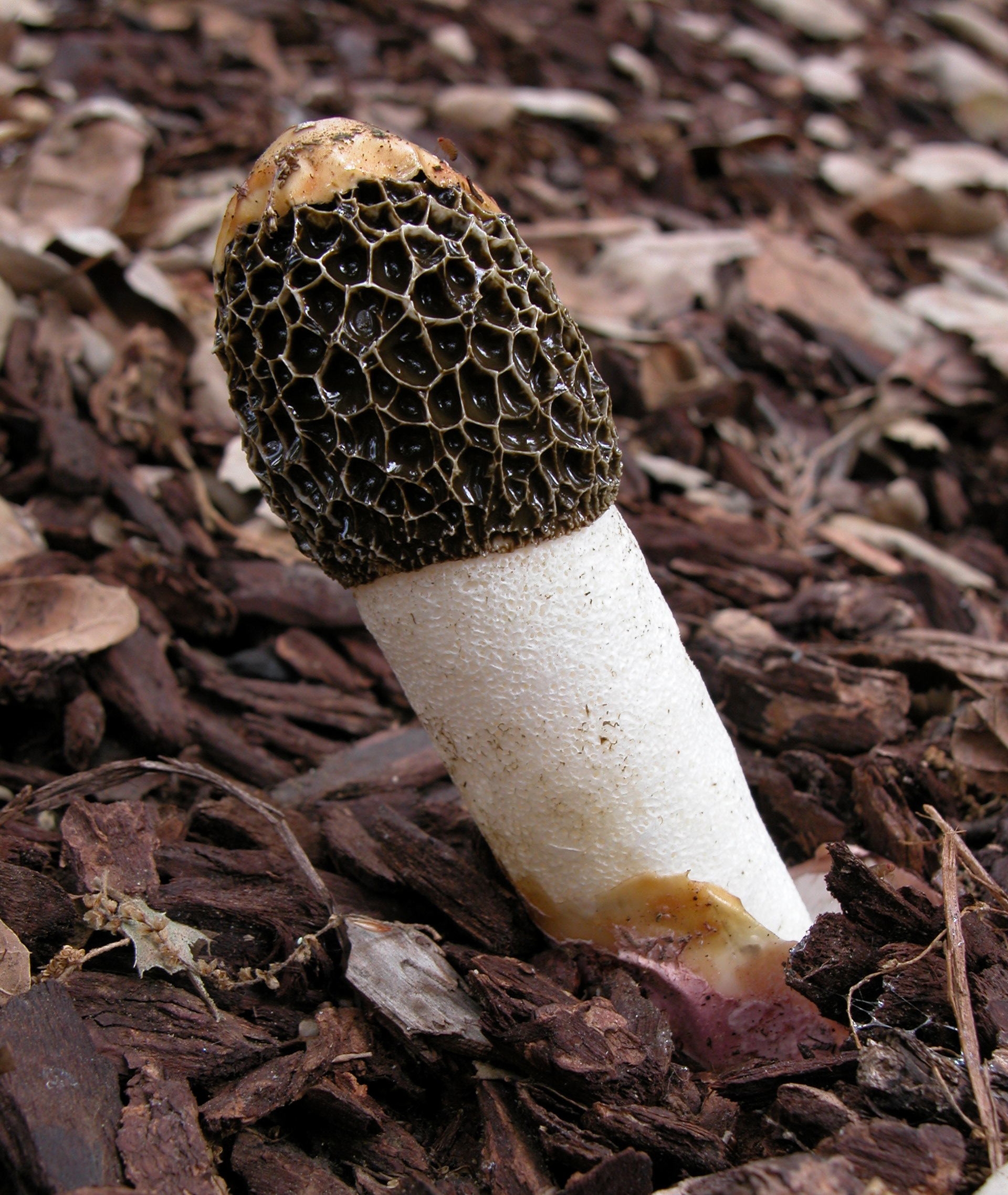
Dünen-Stinkmorchel
(Phallus hadriani)

- Asterinella hiugensis (jap. ヒュウガハンチクキン)
- Cordyceps deflectens (jap. シロタマゴクチキムシタケ)
- Cordyceps hepialidicola (jap. クサギムシタケ)
- Cordyceps iriomoteana (jap. ハエヤドリツブタケ)
- Cordyceps kanzashiana (jap. カンザシセミタケ)
- Cordyceps mantidicola (jap. カマキリムシタケ)
- Cordyceps obliquiordinata (jap. ナガボノケンガタムシタケ)
- Cordyceps ovoideoperitheciata (jap. アブヤドリタケ)
- Cordyceps polycephala (jap. ヒメハルゼミタケ)
- Cordyceps ramosistipitata (jap. エダウチタンポタケ)
- Cordyceps rubiginosostipitata (jap. アカエノツトノミタケ)
- Cordyceps ryogamimontana (jap. スズキセミタケ)
- Cordyceps sakishimensis (jap. サキシマヤドリバエタケ)
- Cordyceps staphylinidicola (jap. ハネカクシヤドリタケ)
- Cordyceps termitophila (jap. シロケ)
- Corynelia uberata (jap. ビンタマカビ)
- Cyathus pallidus (jap. ハゲチャダイゴケ)
- Echinodontium japonicum (jap. コウヤクマンネンハリタケ)
- Elaphocordyceps inegoensis (jap. イネゴセミタケ)
- Elaphocordyceps miomoteana (jap. ミオモテタンポタケ)
- Elaphocordyceps ophioglossoides f. alba (jap. シロハナヤスリタケ)
- Elaphocordyceps toriharamontana (jap. タンポエゾゼミタケ)
- Favolus pseudobetulius (jap. カンバタケモドキ)
- Lignosus rhinocerotis (jap. ヒジリタケ)
- Metacordyceps indigotica (jap. ミドリトサカタケ)
- Metacordyceps owariensis (jap. ハヤカワセミタケ)
- Onygena corvina (jap. ホネタケ)
- Ophiocordyceps pentatomae (jap. クビオレカメムシタケ)
- Ophiocordyceps uchiyamae (jap. クロミノクチキムシタケ)
- Phallus hadriani (jap. アカダマスッポンタケ)
- Phellinus rimosus (jap. オオメシマコブ)
- Porpoloma boninense (jap. チチシマシメジ)
- Protomyces pachydermus (jap. タンポポ浮腫病菌)
- Queletia mirabilis (jap. オニノケヤリタケ)
- Shimizuomyces paradoxus (jap. サンチュウムシタケモドキ)
- Simblum periphragmoides (jap. キアミズキンタケ)
- Taphrina kusanoi (jap. シイノキ類葉ぶくれ病菌)

## Gefährdet (VU)

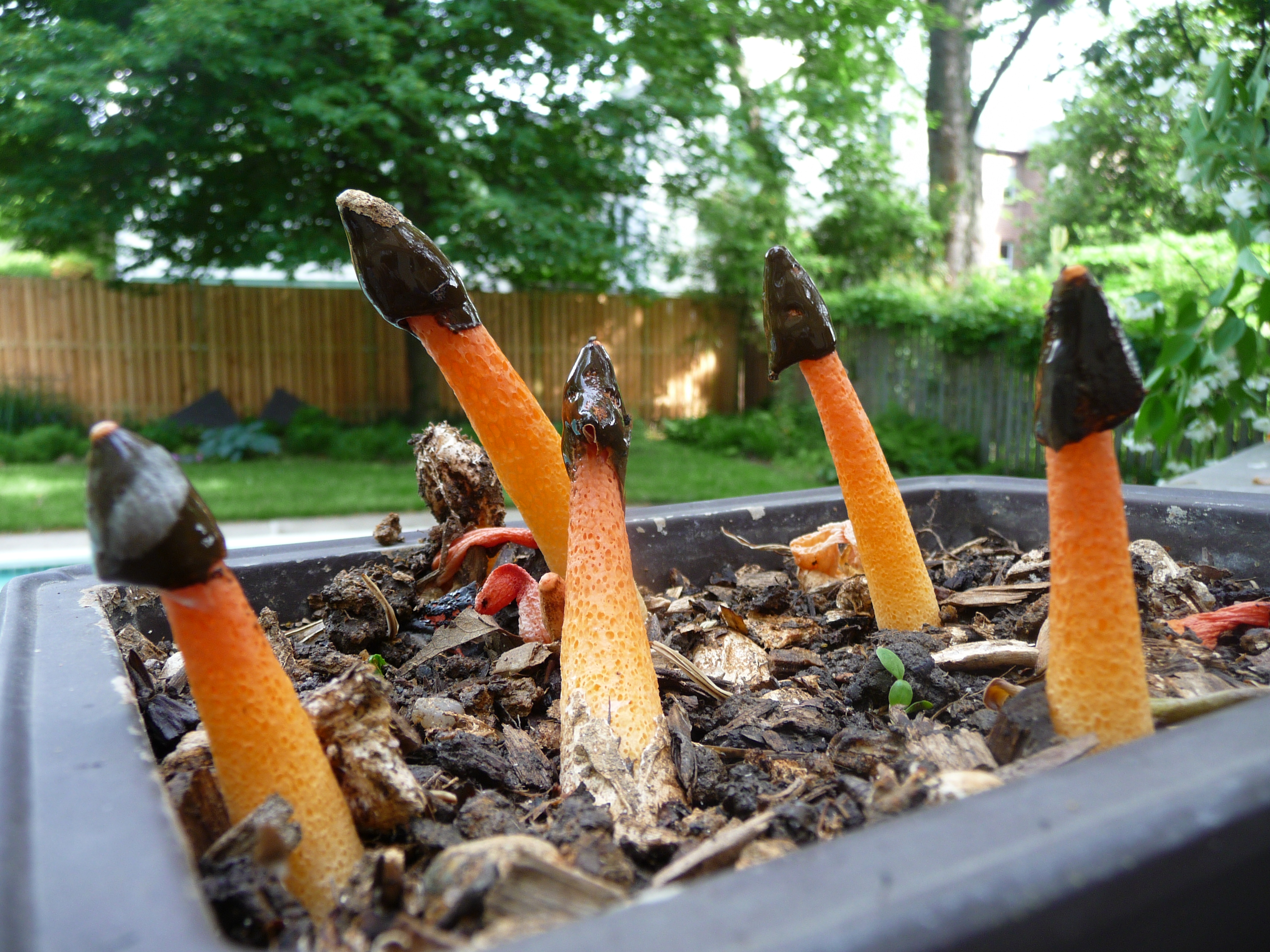
Phallus rubicundus

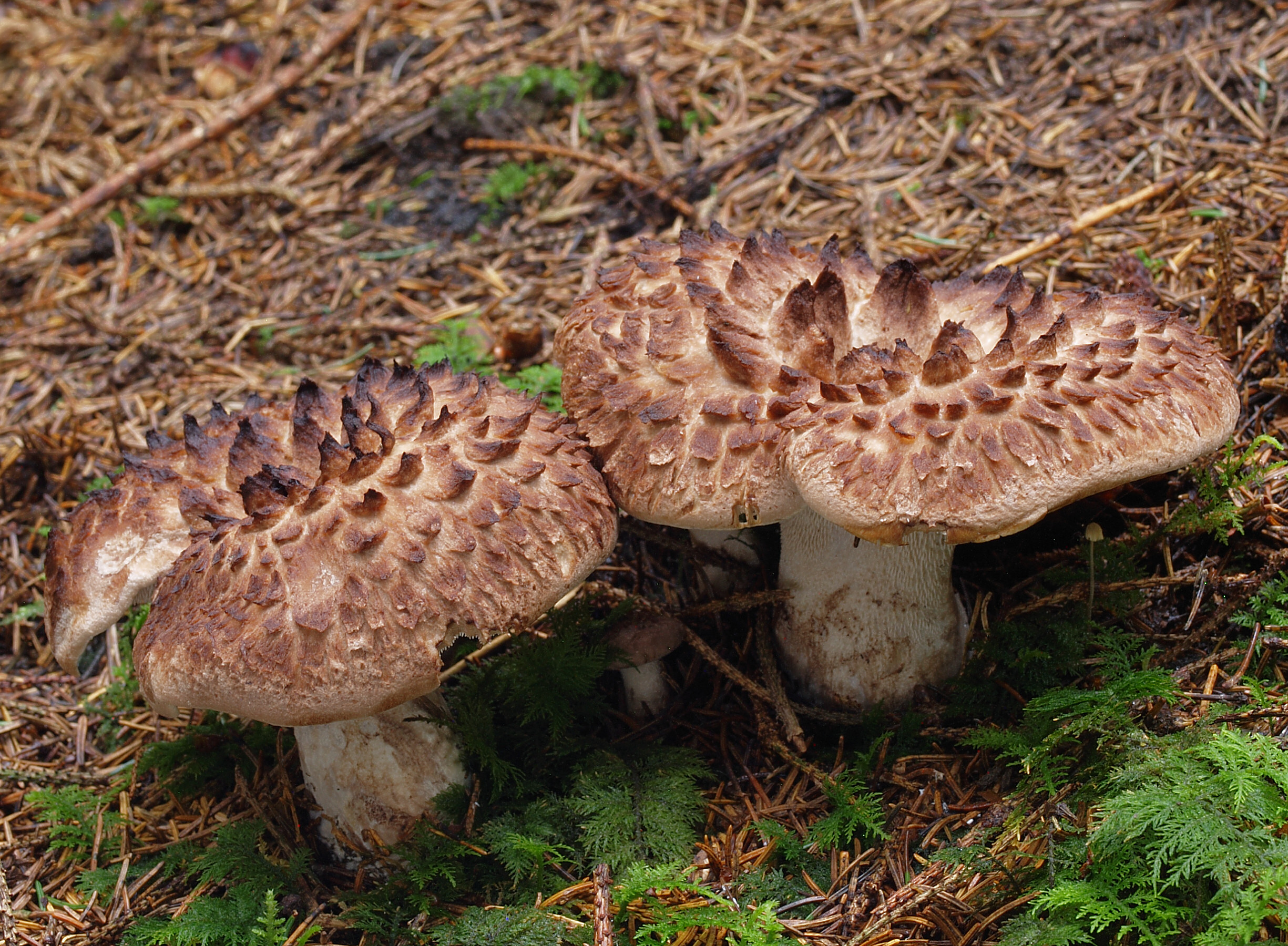
Habichtspilz
Sarcodon imbricatus

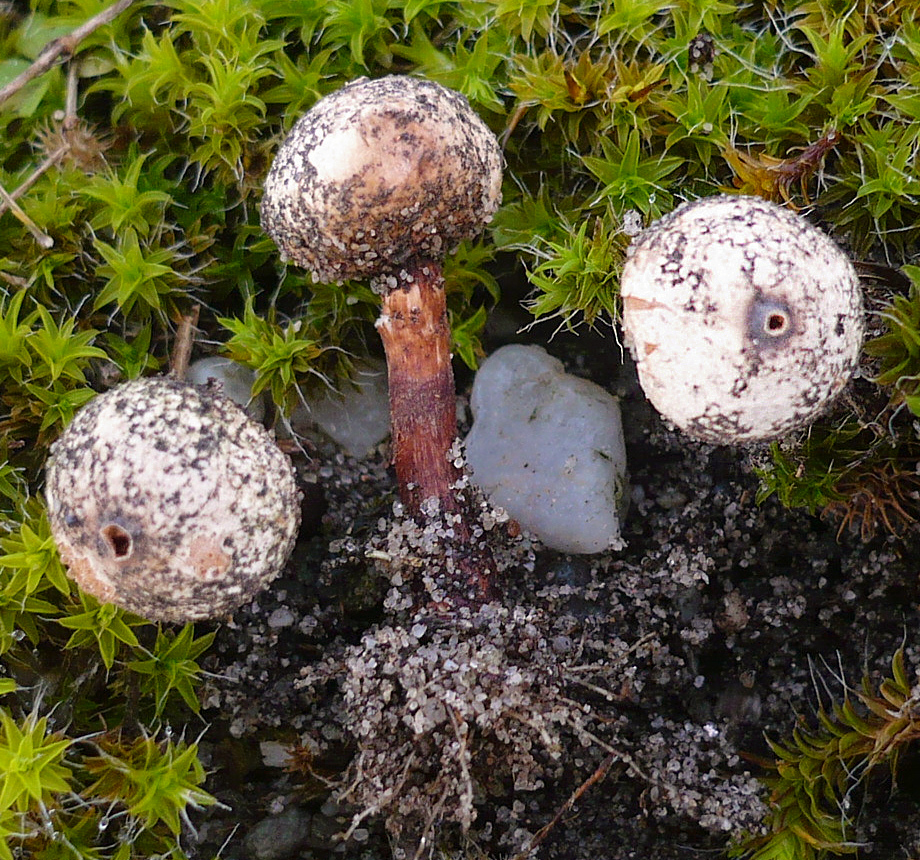
Schuppiger Stielbovist
(Tulostoma squamosum)

- Albatrellus yasudae (jap. ヌメリアイタケ)
- Allescheriella crocea (jap. タブノキキハダカビ)
- Chorioactis geaster (jap. キリノミタケ)
- Cordyceps atrovirens (jap. ミドリクチキムシタケ)
- Cordyceps pleuricapitata (jap. ウスキタンポセミタケ)
- Cordyceps ramosipulvinata (jap. トビシマセミタケ)
- Desarmillaria ectypa (jap. ヤチヒロヒダタケ)
- Elaphocordyceps jezoënsis (jap. エゾハナヤスリタケ)
- Elaphocordyceps subsessilis (jap. クビナガクチキムシタケ)
- Elaphocordyceps valvatistipitata (jap. エリアシタンポタケ)
- Galiella japonica (jap. キツネノサカズキ)
- Hypocrea cerebriformis (jap. オオボタンタケ)
- Inonotus cuticularis (jap. アラゲカワウソタケ)
- Inonotus pachyphloeus (jap. ヤエヤマキコブタケ)
- Inonotus patouillardii (jap. ナンバンオオカワウソタケ)
- Lycoperdon yasudae (jap. トゲホコリタケ)
- Ophiocordyceps coccidiicola (jap. カイガラムシツブタケ)
- Ophiocordyceps odonatae (jap. タンポヤンマタケ)
- Phallus rubicundus (jap. アカダマノオオタイマツ)
- Pyrofomes albomarginatus (jap. ダイダイサルノコシカケ)
- Ramaria campestris (jap. ササナバ)
- Sarcodon imbricatus (jap. シシタケ)
- Simblum sphaerocephalum (jap. コナガエノアカカゴタケ)
- Tulostoma squamosum (jap. ウロコケシボウズタケ)

## Potenziell gefährdet (NT)

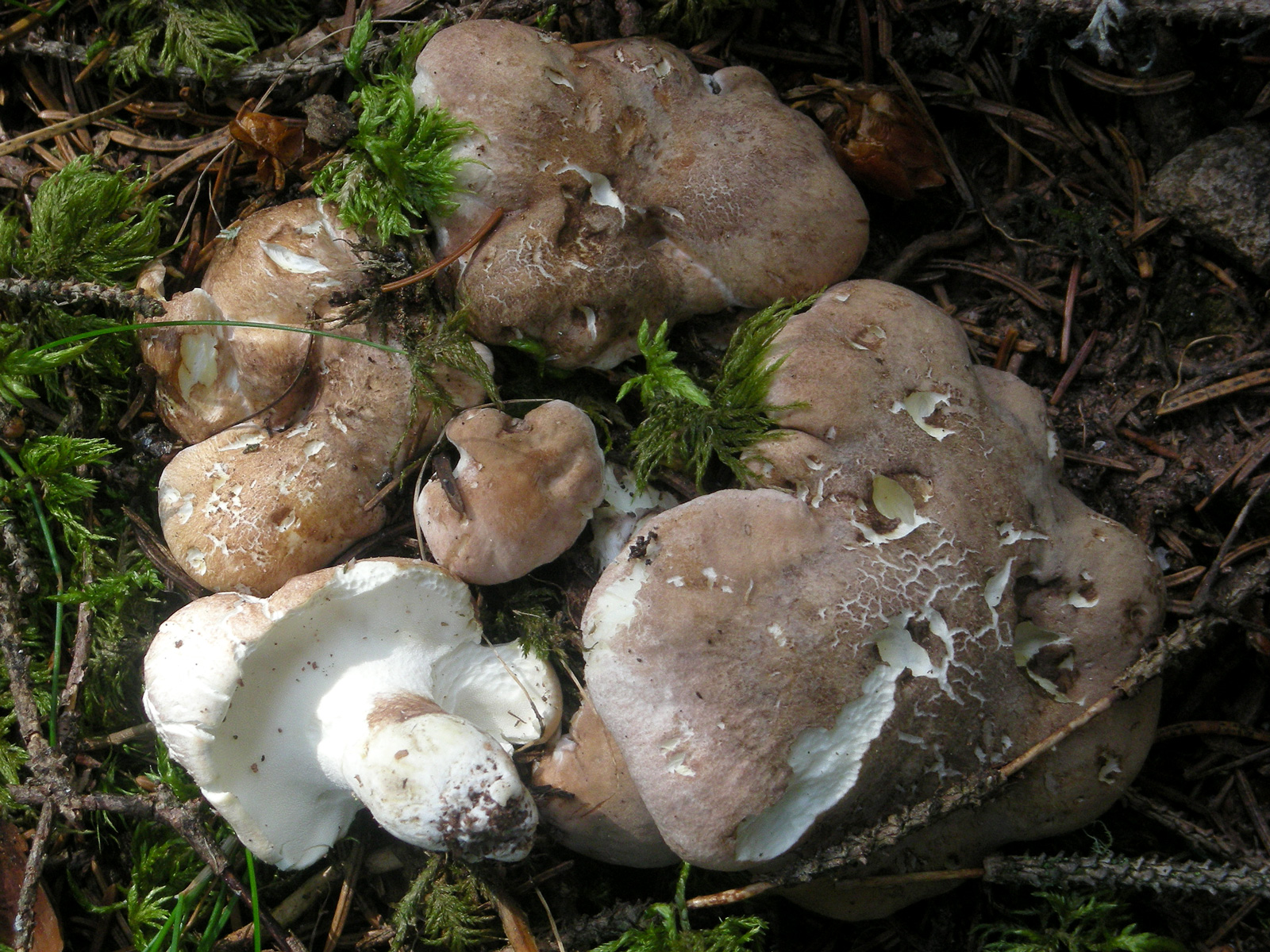
Schaf-Porling
(Albatrellus ovinus)

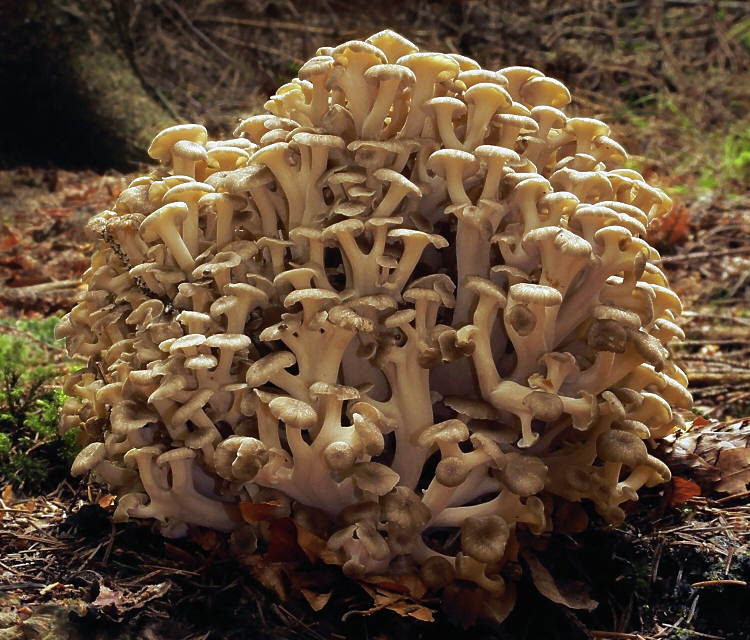
Eichhase
(Dendropolyporus umbellatus)

- Albatrellus ovinus (jap. ニンギョウタケモドキ)
- Cordyceps facis (jap. フトクビクチキムシタケ)
- Cordyceps ogurasanensis (jap. オグラクモタケ)
- Cordyceps rosea (jap. ウスアカシャクトリムシタケ)
- Creolophus cirrhatus (jap. フサハリタケ)
- Dendropolyporus umbellatus (jap. チョレイマイタケ)
- Inonotus obliquus (jap. カバノアナタケ)
- Inonotus sanghuang (jap. メシマコブ)
- Ionomidotis irregularis (jap. クロムラサキハナビラタケ)
- Microporus ochrotinctus (jap. ワニスタケ)
- Ophiocordyceps elateridicola (jap. ヤエヤマコメツキムシタケ)
- Ophiocordyceps yakusimensis  (jap. ヤクシマセミタケ)
- Piptoporus quercinus (jap. コカンバタケ)
- Podonectrioides cicadellidicola (jap. ヨコバイタケ)
- Torrubiella globosa (jap. クモノオオトガリツブタケ)
- Tricholoma auratum (jap. シモコシ)
- Tricholoma bakamatsutake (jap. バカマツタケ)
- Tricholoma fulvocastaneum (jap. ニセマツタケ)
- Tricholoma matsutake (jap. マツタケ)
- Tricholoma radicans (jap. シロマツタケモドキ)
- Tricholoma robustum (jap. マツタケモドキ)

## Ungenügende Datengrundlage (DD)

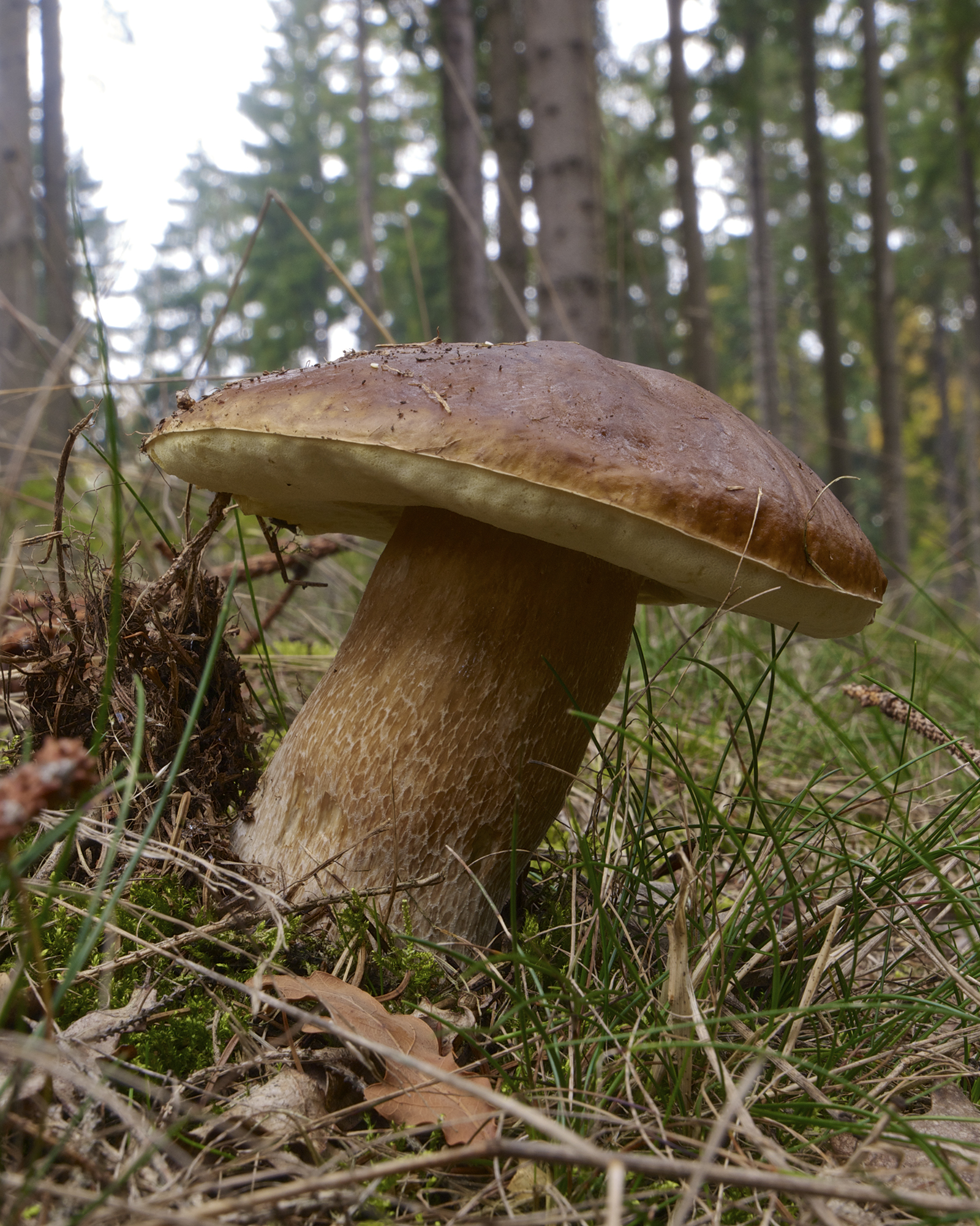
Gemeiner Steinpilz
Boletus edulis

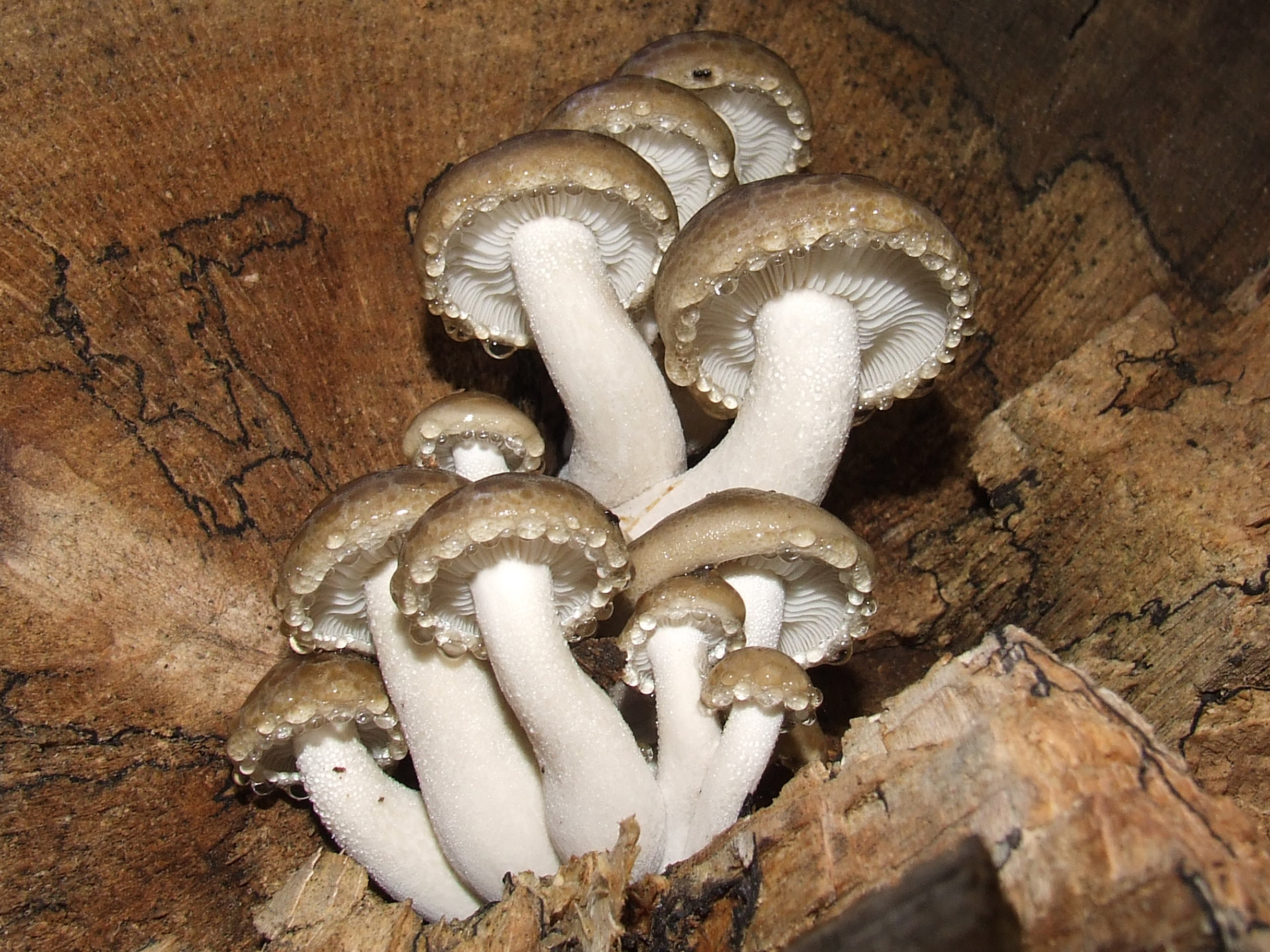
Ulmenrasling
(Hypsizygus ulmarius)

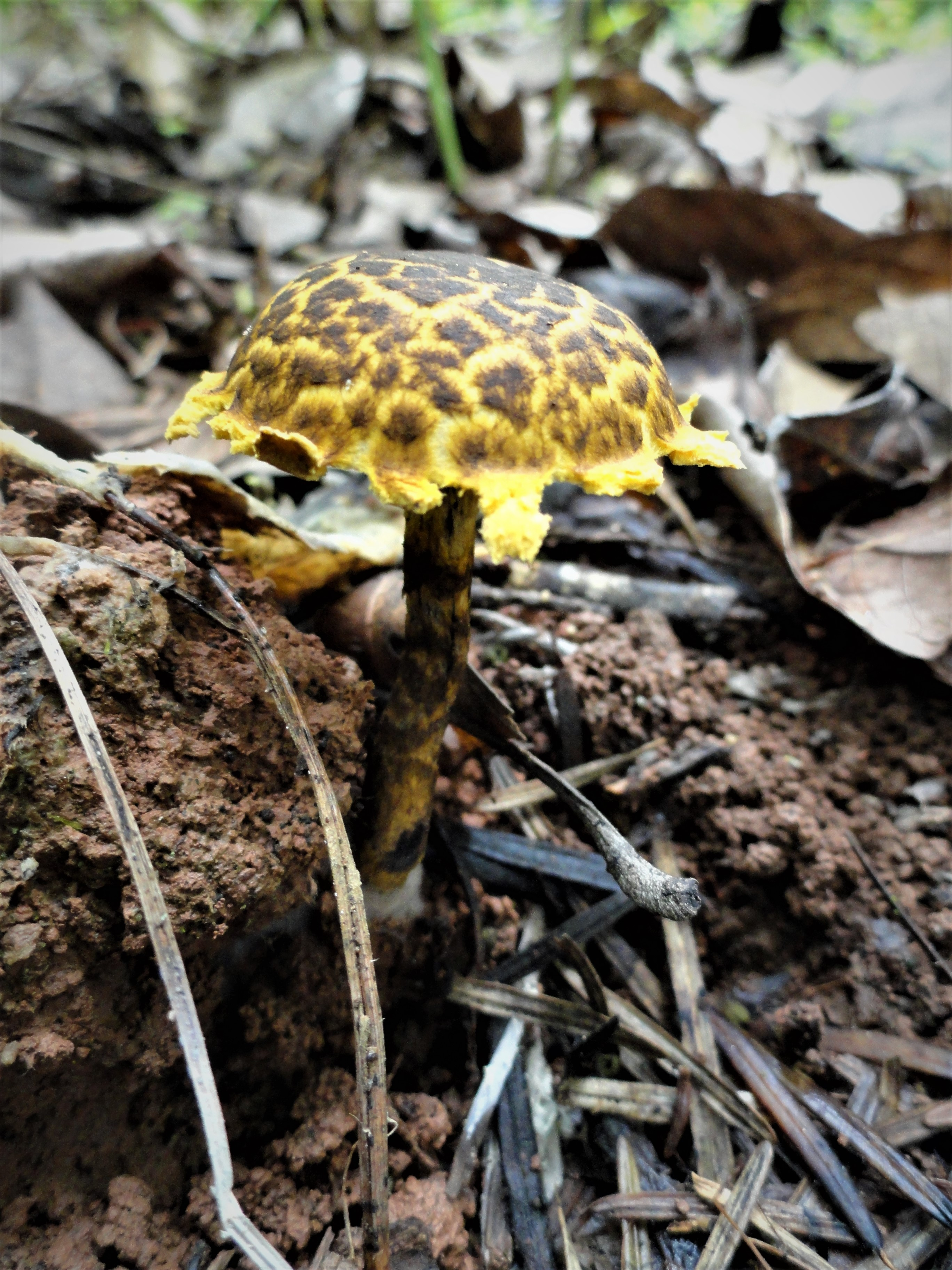
Strobilomyces mirandus

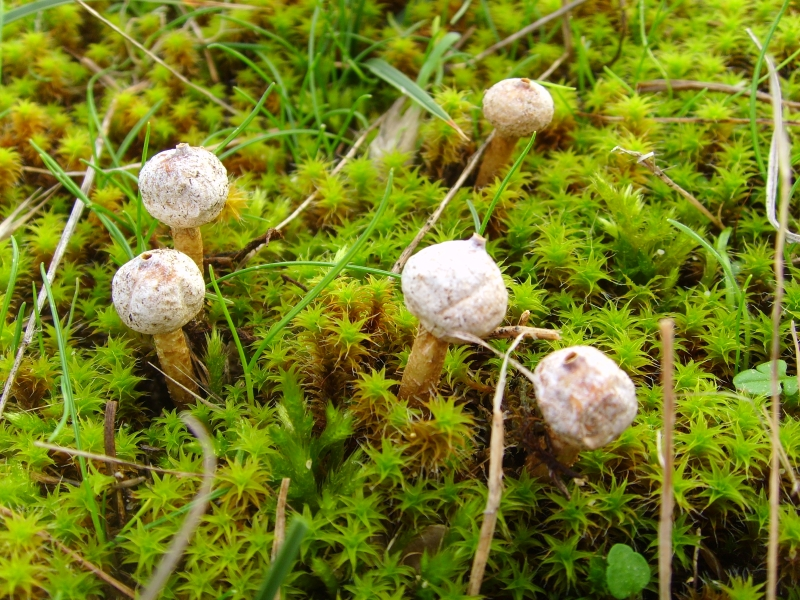
Winter-Stielbovist
Tulostoma brumale

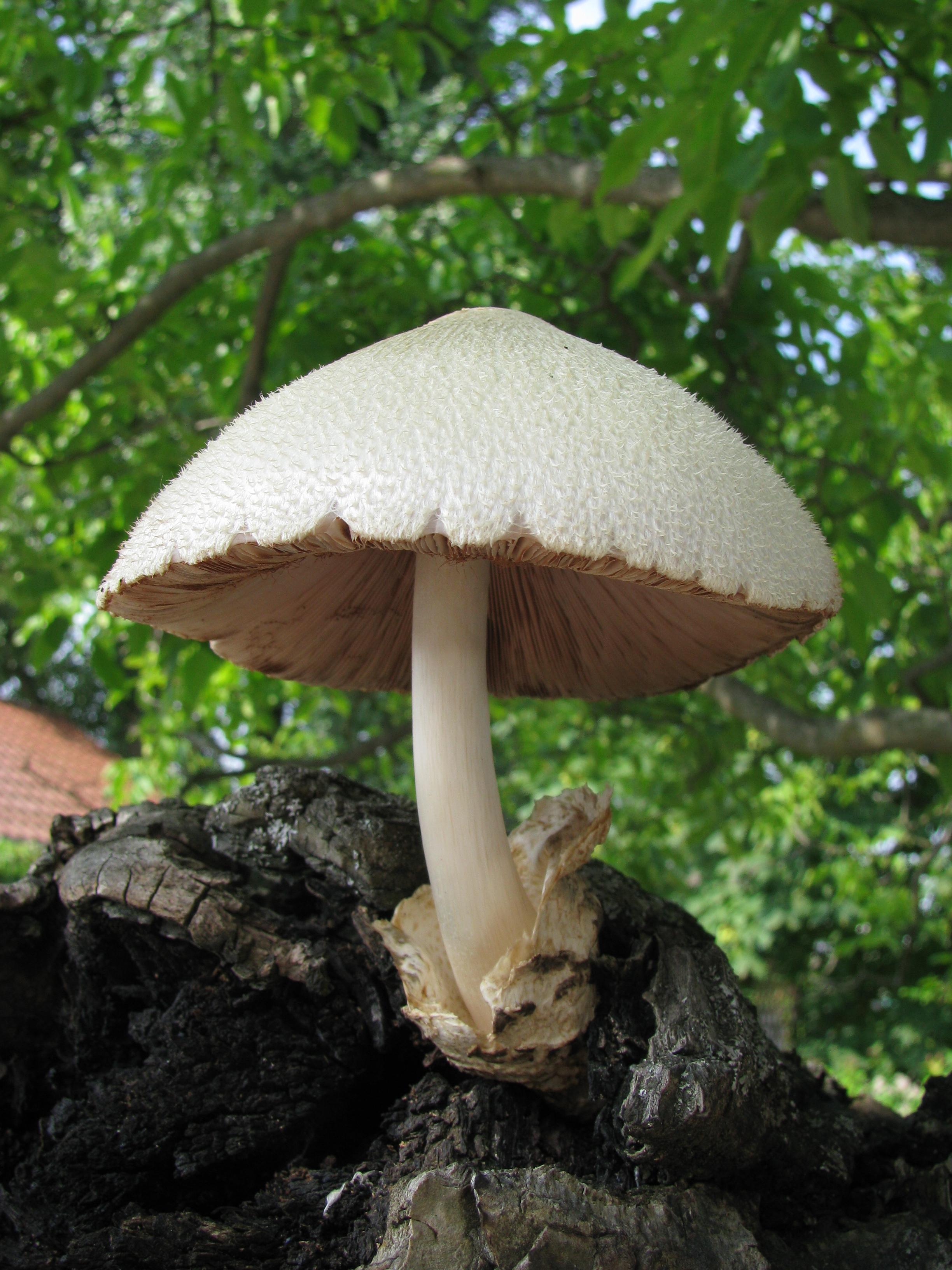
Wolliger Scheidling
Volvariella bombycina

- Albatrellus confluens (jap. ニンギョウタケ)
- Amanita squarrosa (jap. コササクレシロオニタケ)
- Ascosparassis shimizuensis (jap. アカハナビラタケ)
- Asterophora parasitica (jap. ナガエノヤグラタケ)
- Bankera fuligineoalba (jap. マツバハリタケ)
- Boletellus longicollis (jap. アキノアシナガイグチ)
- Boletopsis leucomelaena (jap. クロカワ)
- Boletus edulis (jap. ヤマドリタケ)
- Bovista dryina (jap. ハマベダンゴタケ)
- Clitocybe vittatipes (jap. ハチマキイヌシメジ)
- Cordyceps minuta (jap. コゴメセミタケ)
- Cordyceps nanatakiensis (jap. チチブクチキムシタケ)
- Cordyceps olivacea (jap. オグラムシタケ)
- Cordyceps pallidiolivacea (jap. シロヒメサナギタケ)
- Cyathus badius (jap. カバイロチャダイゴケ)
- Dendrosphaera eberhardtii (jap. エダウチホコリタケモドキ)
- Echinodontium tsugicola (jap. マンネンハリタケ)
- Elaphocordyceps delicatistipitata (jap. ヒメタンポタケ)
- Entoloma incanum (jap. ワカクサウラベニタケ)
- Hydnochaete tabacina (jap. エヒメウスバタケ)
- Hygrocybe hahashimensis (jap. クロゲキヤマタケ)
- Hygrocybe hypohaemacta var. boninensis (jap. ネッタイアカヌメリガサ)
- Hypsizygus ulmarius (jap. シロタモギタケ)
- Leptocorticium cyatheae (jap. ヘゴノコウヤクタケ)
- Limacella olivaceobrunnea (jap. ムニンヌメリカラカサタケ)
- Lysurus gardneri (jap. ツクシタケ)
- Metacordyceps kusanagiensis (jap. クサナギヒメタンポタケ)
- Metacordyceps pseudoatrovirens (jap. トワダミドリクチキムシタケ)
- Morchella patula var. semilibera (jap. トガリフカアミガサタケ)
- Mutinus elegans (jap. タヌキノベニエフデ)
- Oligoporus obductus (jap. ツガマイタケ)
- Ophiocordyceps asyuënsis (jap. キイロクビオレタケ)
- Ophiocordyceps carabidicola (jap. ウスイロヒメフトバリタケ)
- Ophiocordyceps gryllotalpae (jap. ケラタケ)
- Phallus luteus (jap. ウスキキ)
- Phillipsia dochmia (jap. ヒュウガサラタケ)
- Pleurotus dryinus (jap. ツバヒラタケ)
- Protuberella borealis (jap. ニカワショウロ)
- Pseudotulostoma japonicum (jap. コウボウフデ)
- Ptychoverpa bohemica (jap. オオズキンカブリ)
- Rhizopogon luteolus (jap. ホンショウロ)
- Scleroderma polyrhizum (jap. ツチグリカタカワタケ)
- Shimizuomyces kibianus (jap. キビノムシタケモドキ)
- Strobilomyces mirandus (jap. トライグチ)
- Torrubiella albolanata (jap. オガサワラクモタケ)
- Torrubiella farinacea (jap. シロトガリクモタケ)
- Tulostoma brumale (jap. ケシボウズタケ)
- Tulostoma fimbriatum (jap. アラナミケシボウズタケ)
- Tulostoma fimbriatum var. campestre (jap. ナガエノホコリタケ)
- Tulostoma striatum (jap. ウネミケシボウズタケ)
- Volvariella bombycina (jap. キヌオオフクロタケ)